# Pixels (film, 2015)
Pour les articles homonymes, voir Pixels (homonymie).
Pour plus de détails, voir Fiche technique et Distribution.
Pixels est une comédie de science-fiction américano-chinoise réalisée par Chris Columbus et sortie en 2015. Il s'agit d'une adaptation du court métrage Pixels, réalisé en 2010 par Patrick Jean.

## Résumé
En 1982, Sam Brenner et son ami Will Cooper participent au championnat du monde des jeux vidéo d'arcade. Des vidéos de ce tournoi sont ensuite envoyées dans une capsule lancée dans l'espace pour contacter d'hypothétiques extraterrestres. Trois décennies plus tard, une puissance venue d'ailleurs attaque l'humanité avec des versions vivantes tirées de ces jeux vidéo, ceux trouvés dans ce qui n'était, au départ, qu'un message de paix.
Sam Brenner doit collaborer avec le gouvernement américain pour sauver l'Humanité.

## Fiche technique
Sauf indication contraire, les informations mentionnées dans cette section peuvent être confirmées par la base de données cinématographiques IMDb,  présente dans la section « Liens externes ».
- Titre original et français : Pixels
- Réalisation : Chris Columbus
- Scénario : Timothy Dowling, Tim Herlihy (en), Adam Sandler et Patrick Jean, d'après le court métrage homonyme
- Direction artistique : Peter Wenham
- Décors : Ramsey Avery
- Costumes : Christine Wada
- Montage : Hughes Winborne
- Musique : Henry Jackman
- Photographie : Amir Mokri
- Production : Michael Barnathan, Chris Columbus, Allen Covert, Mark Radcliffe et Adam Sandler
- Sociétés de production : Columbia Pictures, Happy Madison Productions et 1492 Pictures
- Sociétés de distribution : Columbia Pictures (États-Unis), Sony Pictures Releasing France (France)
- Pays de production :  États-Unis,  Chine
- Budget de production : 88 000 000 $
- Budget marketing: 20 000 000 $
- Budget total: 108 000 000 $
- Langue originale : anglais
- Format : couleur – 2,35:1 – son Dolby numérique
- Genre : comédie, science-fiction
- Durée : 106 minutes
- Dates de sortie[1] :
  - France : 22 juillet 2015
  - États-Unis, Canada : 24 juillet 2015
  - Belgique : 29 juillet 2015
  - Chine : 15 septembre 2015

## Distribution
- Adam Sandler (VF : Serge Faliu; VQ : Alain Zouvi) : Sam Brenner
- Josh Gad (VF : Christophe Lemoine; VQ : Olivier Visentin) : Ludlow Lamonsoff « le surdoué »
- Michelle Monaghan (VF : Barbara Kelsch; VQ : Geneviève Désilets) : lieutenant-colonel Violet Van Patten
- Kevin James (VF : Gilles Morvan; VQ : Tristan Harvey) : le président des États-Unis Will Cooper
- Sean Bean (VF : François-Eric Gendron; VQ : Benoit Rousseau) : le Caporal Hill
- Peter Dinklage (VF : Constantin Pappas; VQ : Thiéry Dubé) : Eddie Plant [2] « le carboniseur »
- Andrew Bambridge (VF : Arthur Pestel) : Jeune Eddie Plant (1982)
- Brian Cox (VF : Jean-Yves Chatelais) : l'amiral Porter
- Jane Krakowski (VF : Christine Bellier; VQ : Violette Chauveau) : Jane Cooper, la première dame des États-Unis
- Denis Akiyama (en) : Tōru Iwatani
- Ashley Benson (VF : sans dialogue) : Lady Lisa
- Dan Aykroyd (VF : Guillaume Lebon; VQ : Guy Nadon) : le présentateur des championnats de jeu vidéo d'arcade 1982
- Fiona Shaw (VF : Virginie Méry) : le Premier ministre britannique
- Serena Williams (VF : Maïk Darah) : elle-même
- Lainie Kazan (VF : Michelle Bardollet) : Mickey Lamonsoff
- Martha Stewart : elle-même
- Matthew Lintz (VF : Jules Timmerman) : Matty Van Patten, fils de Violet
- Madonna (VF : Maïk Darah) : elle-même (images d'archives)
- Daryl Hall (VF : Laurent Morteau) : lui-même (images d'archives)
- Hervé Villechaize (VF : Jean-Loup Horwitz) : Tattoo (images d'archives)
- Ricardo Montalban (VF : Jean Barney) : M. Roarke (images d'archives)
- Matt Frewer (VF : François Raison) : Max Headroom (images d'archives)
- Billy Bowles (VF : Marie-Charlotte Leclaire) : Q*bert

- Version française
  - Société de doublage : Cinéphase
  - Direction artistique : Béatrice Delfe
  - Adaptation des dialogues : Pierre Arson

 Source et légende : version française (VF) sur RS Doublage, AlloDoublage et Doublage QC

## Production

### Développement
Le 12 mai 2010, il est annoncé que Columbia Pictures et Happy Madison Productions vont développer un film en 3D adapté du court-métrage Pixels du Français Patrick Jean. Le 10 novembre 2010, l'acteur Adam Sandler, fondateur de Happy Madison Productions, charge Tim Herlihy (en) d'écrire le scénario. Le 16 juillet 2012, il est révélé que Tim Dowling a été chargé par les studios de réécrire le scénario et que Seth Gordon pourrait produire et réaliser le film. Le 30 mai 2013, c'est finalement Chris Columbus qui obtient le poste de réalisateur. Il est ensuite confirmé que les droits des personnages de célèbres jeux vidéo d'arcade comme Space Invaders, Pac-Man, Frogger ou encore Donkey Kong ont été achetés pour apparaître dans le film.

### Attribution des rôles
Le rôle féminin a d'abord été refusé par Jennifer Aniston avant de revenir à Michelle Monaghan. Pour le rôle de Lady Lisa, la production souhaite un visage familier auprès des jeunes. C'est finalement Ashley Benson qui est choisie. Pour ses scènes, très physiques, la jeune actrice subit un entraînement intensif pendant deux semaines.

### Tournage
Le tournage principal débute à Toronto au Canada le 2 juin 2014, notamment certaines rues du centre-ville, redécoré pour ressembler à New York. Le 29 juillet 2014, l'équipe pose ses valises pour quelques scènes à Markham en Ontario. D'autres scènes sont tournées dans le Parc de la Rouge. Le 4 août 2014, Josh Gad, Peter Dinklage et Ashley Benson sont aperçus sur Bay Street, transformée pour l'occasion en Washington, D.C.. Le 26 août 2014, le tournage se conclut à Cobourg.

### Inspiration
Le film est inspiré par des personnages réels de gamers dont les exploits sont relatés dans le film The King of Kong. La ressemblance entre le look de Peter Dinklage et Billy Mitchel est d'ailleurs assez frappante.

## Musique
- Everybody Wants to Rule the World (chantée sur scène par Ludlow Lamonsoff lors du bal).
- We Will Rock You par Queen (pendant la partie de Donkey Kong, Sam Brenner reprend confiance en lui et détruit les tonneaux à coups de marteau).

## Accueil

### Accueil critique
Dans l'ensemble, Pixels reçoit un accueil assez mitigé.
Sur le site d'Allociné, le film reçoit, dans l'ensemble, des critiques positives. La presse lui donne une moyenne de 3,2/5 basée sur 6 critiques presses. Sur IMDb, le film obtient la note de 5,7/10. Sur Metacritic, le film obtient un Metascore de 27/100 basé sur 37 avis. Le site Rotten Tomatoes lui donne un taux d'approbation de 17 % basé sur 199 critiques.

### Box-office
En France, Pixels effectue un démarrage des plus timides. Malgré une campagne de promotion intense, et une présence dans 500 salles, il ne réunit que 307 415 entrées en première semaine (22-28 juillet 2015). Un résultat considéré comme « décevant » : c'est alors le 32e meilleur démarrage de l'année. Une quatrième place du box-office qui reste à nuancer : il s'agit du meilleur démarrage en France pour Adam Sandler, qui, jusque-là, avait connu des démarrages très timides pour ses films. Seul Histoires enchantées, en 2008, avait dépassé les 211 000 entrées au démarrage. La semaine suivante, Pixels enregistre 199 364 entrées supplémentaires, portant le total à 506 779 entrées, devenant à ce jour le plus grand succès de Sandler en France, si l'on met de côté la série de dessins animés Hôtel Transylvanie qui connaît un grand succès mondial, et dont l'acteur est producteur, assurant également un doublage voix. La semaine d'après, Pixels cumule 113 000 entrées de plus, au total, il enregistre 620 000 entrées. En quatre semaines, le film totalise 678 195 entrées. Finalement, le film termine son exploitation française à 714 198 entrées.
Pour son premier week-end d'exploitation aux États-Unis, Pixels cumule 24 000 000 $ de recettes, ce qui est un démarrage très moyen pour un film dont le budget atteint les 88 millions de dollars, même s'il occupe la seconde place du box-office américain. Ce résultat est considéré comme l'un des plus gros flops commerciaux de l'année. En quatre semaines, il totalise 66 412 189 $ de recettes.
Mais finalement, ce film aura rapporté 245 millions de dollars au niveau mondial (244 874 809 $), ce qui en fait un succès au box-office.

## Distinctions
Sauf indication contraire, les informations mentionnées dans cette section peuvent être confirmées par la base de données cinématographiques IMDb,  présente dans la section « Liens externes ».

### Nominations
- Razzie Awards 2016 : 
  - Pire film
  - Pire acteur pour Adam Sandler
  - Pire acteur dans un second rôle pour Josh Gad et Kevin James
  - Pire actrice dans un second rôle pour Michelle Monaghan
  - Pire scénario pour Tim Herlihy et Timothy Dowling